# Kindra Carlson
Kindra Carlson (Eaton, 12 novembre 1987) è una pallavolista statunitense.
Gioca nel ruolo di opposto nel Köpenicker Sport Club.

## Carriera
La carriera di Kindra Carlson inizia a livello scolastico, vestendo la maglia della Eaton High School. Al termine delle scuole superiori, entra a far parte della squadra della University of Washington: con le Huskies prende parte alla Division I NCAA dal 2007 al 2010, raccogliendo qualche riconoscimento individuale.
Nella stagione 2011 inizia la carriera professionistica con le Vaqueras de Bayamón, nella Liga Superior portoricana. Nel campionato 2011-12 gioca invece in Francia, prendendo parte alla Ligue A col Béziers Volley.
Dopo un periodo di inattività, nella stagione 2013-14 approda nella VolleyLeague greca per giocare col Markopoulo, che tuttavia lascia già nel dicembre 2013; nella stagione seguente veste la maglia del Köpenicker Sport Club nella 1. Bundesliga tedesca.

## Palmarès

### Premi individuali
- 2009 - All-America Second Team
- 2010 - All-America Second Team
- 2010 - NCAA Division I: Seattle Regional All-Tournament Team